# Cửu long tranh châu
Cửu long tranh châu là một cây sanh cổ triển lãm tại triển lãm sinh vật cảnh Hà Nội nhân kỷ niệm 1000 năm Thăng Long Hà Nội. Dáng cây mô tả chín con rồng đang tranh nhau một viên ngọc. Tác phẩm này được coi là độc nhất vô nhị cả về tuổi đời của cây, lịch sử, sự bề thế và được xếp vào một trong 19 kỷ lục của đại lễ 1000 năm Thăng Long Hà Nội.

## Mục lục
- Mô tả
- Lịch sử
- Đánh giá
- Tham khảo

## Mô tả
Cửu long tranh châu mô tả chín con rồng tranh nhau viên ngọc với sự tưởng tượng phong phú của nghệ thuật tạo hình đặc sắc. Thế cây đã được các nhà sưu tập cây trong lịch sử tạo tác mà thành đến nay đã được các nghệ nhân phục dựng lại nguyên mẫu cho dù dáng thân không còn được nguyên vẹn như cách đây hàng chục thập kỷ nhưng về cơ bản bộ rễ vẫn giữ được thế cũ.[2]

## Lịch sử
Theo kết quả giám định của bộ môn Dược liệu trường Đại học Dược Hà Nội, xét theo mẫu vật lấy tại cành cây Sanh này cho số tuổi khoảng 152 năm tuổi. Nhưng đến khi được mang ra triển lãm người ta mới thực sự nhận ra tuổi đời của nó không chỉ có thế bởi theo những nhà sưu tập danh tiếng của đất bắc thì cây Cửu long tranh châu đã được nhiều nhà sưu tập quan tâm tìm kiếm suốt nhiều năm nay, họ cho rằng đây chính là cây sanh mà quyền tuần phủ Hưng Yên năm 1887 Hoàng Cao Khải mang tặng cho một viên quan phụ trách thành Hà Nội bây giờ. [4]
Sau khi Hà Nội bị thực dân pháp chiếm đóng và trong thời kỳ đất nước gặp khó khăn những tác phẩm nghệ thuật bị lãng quên cây sanh "Cửu long tranh châu" chỉ được biết đến qua những lời truyền tụng của những bô lão yêu cây về một cây cảnh phải có gần 40 lính khố đỏ vận chuyển từ Hưng Yên lên.[5]

## Đánh giá
Cây Sanh "Cửu long tranh châu" được coi là tác phẩm nổi bật nhất trong triển lãm sinh vật cảnh Hà Nội sau khi lịch sử về "Cửu long tranh châu" được một số nhà nghiên cứu tiết lộ có những đại gia đã ngỏ ý với chủ sở hữu cây sanh này với giá hàng triệu USD.
Bên cạnh những giá trị nghệ thuật, "Cửu long tranh châu" còn chứa đựng một bí mật lịch sử về nhân vật gây tranh cãi Tổng binh Hoàng Cao Khải.